# Ольховий Віктор Мирославович
Віктор Мирославович Ольховий (21 червня 1993, Тернопіль) — український футболіст, воротар.

## Біографія

### Клубна
Вихованець тернопільського футболу. В Чемпіонаті ДЮФЛУ дебютував 2 вересня 2006 року у грі «УФК-Карпати Львів»  «СДЮШОР Тернопіль» —  (4:0).
Всього в ДЮФЛУ за «СДЮШОР Тернопіль» в сезонах 2006-2007 і 2007-2008 зіграв 26 ігор в яких пропустив 17 голів.
В сезонах 2008-2009 і 2009-2010 виступав за чеський клуб «Спарта» Брно. У червні 2010 повернувся до України і протягом року тренувався з футбольним клубом «Нива» (Тернопіль)
В липні 2011 року підписав контракт з футбольним клубом «Волинь» Луцьк 